# Astragalus hirtulus
Astragalus hirtulus är en ärtväxtart som beskrevs av Carl Friedrich von Ledebour. Astragalus hirtulus ingår i släktet vedlar, och familjen ärtväxter. Inga underarter finns listade i Catalogue of Life.